# WALTA
WALTA (англ. Washington Area Large-scale Time-coincidence Array, Широкомасштабна матриця часових збігів Вашингтонського регіону) — фізичний експеримент з дослідження космічних променів надвисокої енергії (>1019 еВ), який проводить Університет Вашингтону. В експерименті використовуються детектори, розміщені в середніх школах і коледжах в районі Сіетла, які з'єднані через інтернет та утворюють великий масив для детектування атмосферних злив. На додаток до роботи над визначенням потоку космічних променів надвисоких енергій, детектори служать педагогічним інструментом для залучення середніх шкіл до наукових досліджень. Кожна станція має від трьох до чотирьох сцинтиляційних детекторів. Метою експерименту є покриття 200 км2 території навколо міста Сіетл. WALTA є частиною більшого проєкту NALTA, який планує об'єднати дані з кількох проєктів, подібних до WALTA, для подальшого вивчення космічних променів надвисоких енергій.

## Контекст
Космічні промені — це частинки високої енергії, які бомбардують атмосферу Землі. Близько 89 % з них складають протони. Потік космічних променів приблизно пропорційний 1/Ea, де E — енергія, а показник степеня a — десь між 2 і 3. Космічні промені, створювані в нашій Галактиці з енергією менше приблизно 1018 еВ, захоплюються магнітним полем Галактики. Натомість частинки з більшими енергіями полишають Галактику, тому космічні промені високої енергії, ймовірно, надходять з-за меж нашої Галактики. Згідно з межею Грейзена-Зацепіна-Кузьміна, міжгалактичні космічні промені з енергіями понад 1020 еВ повинні швидко гальмуватись через взаємодію з реліктовим випромінюванням з утворенням піонів. Ці взаємодії призводять до того, що позагалактичні космічні промені надвисоких енергій дуже швидко зменшують енергію і до значення нижчого за 1020 еВ. Фізики спостерігали космічні промені з енергією на цьому рівні з 1963 року. Деякі експерименти з космічними променями показують наявність частинок надвисоких енергій, що перевищують межу Грейзена-Зацепіна-Кузьміна або лежать приблизно на цій межі. Такі суперечливі експерименти є мотивацією для подальшого вивчення космічних променів надвисоких енергій і, отже, таких експериментів, як WALTA.
Космічні промені, які потрапляють в атмосферу Землі, зазвичай не можуть досягти поверхні Землі у вигляді протонів. Натомість вони взаємодіють із ядрами атмосферних атомів і спричиняють каскад частинок, відомий як атмосферна злива. Кількість утворених частинок вказує на енергію космічного променя, а тип і розподіл частинок у зливі вказує на тип космічного променя (протон, гамма-квант тощо). Фронт повітряної зливи від космічних променів надвисоких енергій може охоплювати кілька квадратних кілометрів, і тому для його виявлення потрібний або дуже великий детектор, або кілька рознесених детекторів. Ці детектори мають сполучатись, щоб визначати, коли вони виявляють зливи від однієї частинки. WALTA розміщує сцинтилятори в різних школах Сіетла, таким чином покриваючи необхідну територію для реєстрації злив від космічних променів надвисоких енергій.

## Обладнання WALTA
Мета WALTA — встановити детектори щонайменше на 32 об'єктах у районі Сіетла, охопивши площу 200 квадратних кілометрів. Така територія була б достатньо великою, щоб виявити події вище межі Грейзена-Зацепіна-Кузьміна. Співробітники WALTA сподіваються додавати більше детекторів в міру розвитку проєкту. Кожна локація має чотири сцинтиляційні детектори, які випромінюють світло при попаданні заряджених частинок. Кожен детектор має товщину близько дюйма і площу приблизно один квадратний метр. Кожна локація в ідеалі містить детектори у формі зірки з одним детектором посередині та трьома навколо нього в колі радіусом 10 м2. З такою геометрією кожна локація зможе вияввляти події з енергіями 1015 еВ. Кожен локація намагатиметься якнайкраще наблизитись до такої геометрії, враховуючи наявні географічні обмеження в даному місці. Кожен детектор має фотопомножувач, який перетворює випромінюване світло на електричний сигнал. Сигнал від кожного датчика надходить на плату збору даних (англ. data acquisition card, DAQ), яка налаштована на запис події у випадку її збігу між різними детекторами. Плата збору даних також має вхід GPS. Вихід цієї карти підключається до комп'ютера за допомогою послідовного порту, і програмне забезпечення зчитує дані GPS з місцезнаходженням і міткою часу. З кожної локації дані надходять на сервер WALTA. Там дані можна порівнювати, щоб визначити, чи події на різних локаціях відповідають одній і тій самій атмосферній зливі. З часу подій і охопленої території визначають енергію зареєстрованого космічного променя.

## Мотивація для WALTA
Такі експерименти, як AGASA, показують більшу кількість космічних променів надвисоких енергій, ніж очікується, зважаючи на порогове значення межі Грейзена-Зацепіна-Кузьміна, тоді як інші експерименти, такі як обсерваторія П'єра Оже, стверджують, що спектр космічних променів надвисоких енергій відповідає спаду, передбаченому межею Грейзена-Зацепіна-Кузьміна. Космічні промені надвисоких енергій, тобто з енергіями, вищими за межу Грейзена-Зацепіна-Кузьміна, мали б виникати в межах 100 Мпк від нашої Галактики. Немає відомих галактичних джерел космічних променів надвисоких енергій, і цілком можливо, що вони мають позагалактичне походження. Наприклад, існують припущення, що вони утримуються в міжгалактичному магнітному полі на ларморових радіусах, або що вони асоційовані з компактними радіоквазарами. Такі експерименти спонукають до подальшого дослідження космічних променів надвисоких енергій і збору більшого об'єму даних про них. WALTA має намір охопити значну частину території Сіетла та координуватиме роботу з більшим експериментом NALTA, який охоплює кілька окремих ділянок в Північній Америці.